# Grote Schans (Heythuysen)

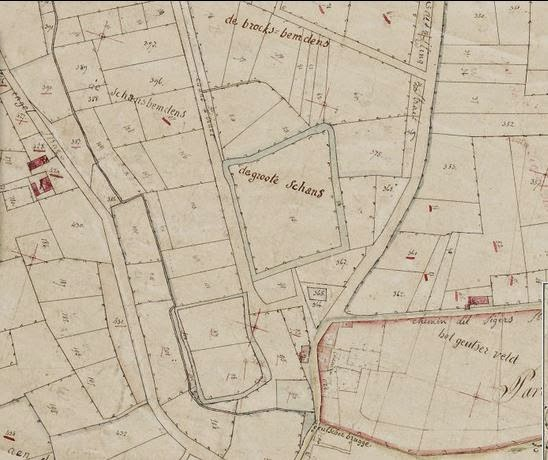
Groote Schans van Heythuysen op het kadastraal minuutplan van 1811-1830

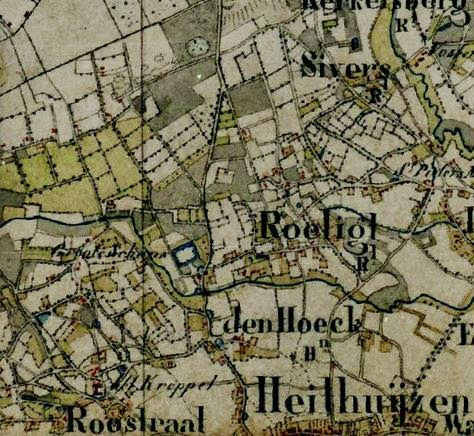
Groote Schans van Heythuysen op de militair topografische kaart van 1830-1850

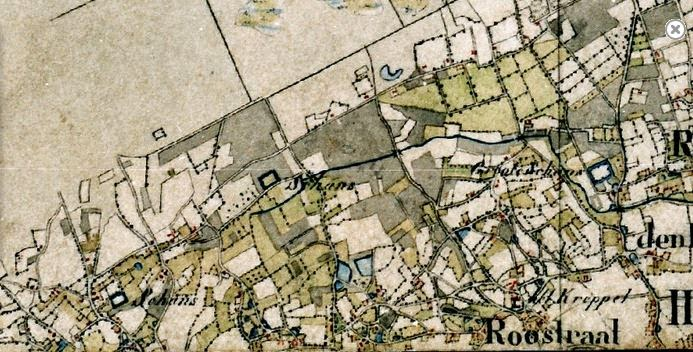
Drie schansen bij elkaar: links de Leveroyschans, midden de Maxetschans en rechts de Grote Schans.

De Grote Schans was een boerenschans in de Nederlandse gemeente Leudal. De schans lag ten noorden van Heythuysen en ten oosten van Achter het Klooster nabij de Leveroyse Beek.
Op ruim twee kilometer naar het westen ligt de Maxetschans.

## Geschiedenis
Op de Nettekening van rond 1840 werd de omgrachte schans aangeduid als Groote Schans.

## Constructie
De schans was ongeveer rechthoekig van vorm en werd omgeven door een gracht.